# Кубок Львівської області з футболу 2013
Кубок Львівської області 2013 року проводився Федерацією футболу Львівської області серед аматорських команд Львівщини. Матчі проходили в період із 7 серпня по 12 жовтня 2013 року. В змаганнях виявили бажання взяти участь 24 команди, які виступають у Прем’єр-лізі та Першій і Другій лігах області. Із них тільки 8 команд представляли Прем’єр-лігу (виділені жирним шрифтом). Уже після проведення жеребкування дві команди: «Ураган» Раденичі та ФК «Вишня» Судова Вишня відмовились від участі в турнірі. 
Фінальний поєдинок за традицією останніх років проходив на львівському стадіоні СКА. Фаворитом у цій грі багато хто називав більш досвідчену як за історією, так і за складом команду з Червонограду. Хоча й футболісти з Миколаївщини, для яких цей фінал став першим в історії, не збиралися здаватися без бою. Та все ж досвід і клас підопічних Павла Котовенка дався взнаки і після фінального свистка Юрія Грися почесний трофей із рук заступника голови Федерації футболу Львівської області Степана Понайди в четверте в своїй історії, отримали футболісти «Шахтаря». 

## Результати
|  | Попередній етап                            |                        | 1/8 фіналу             |                        | Чвертьфінали           |                      | Півфінали            |                      | Фінал       |                      | ПЕРЕМОЖЕЦЬ           |
|  |                                            |                        |                        |                        |                        |                      |                      |                      |             |                      |                      |
|  | «Думна» Ременів                            |                        |                        |                        |                        |                      |                      |                      |             |                      |                      |
|  |                                            | «Думна» Ременів        |                        |                        |                        |                      |                      |                      |             |                      |                      |
|  | «Ураган» Раденичі                          | +:-                    | +:-                    | «Шахтар» Червоноград   | «Шахтар» Червоноград   |                      |                      |                      |             |                      |                      |
|  |                                            | «Шахтар» Червоноград   |                        | «Шахтар» Червоноград   | «Шахтар» Червоноград   |                      |                      |                      |             |                      |                      |
|  |                                            | 0:0 пен. 6:5           |                        |                        |                        |                      |                      |                      |             |                      |                      |
|  | ФК «Яричів»                                |                        |                        |                        |                        | «Шахтар» Червоноград | «Шахтар» Червоноград |                      |             |                      |                      |
|  | Новий Яричів                               |                        |                        |                        |                        | «Шахтар» Червоноград | «Шахтар» Червоноград |                      |             |                      |                      |
|  |                                            | ФК «Яричів»            | ФК «Яричів»            |                        |                        | 3:1                  | 3:1                  |                      |             |                      |                      |
|  | «Хімік» Новий Розділ                       | 2:1                    | 2:1                    |                        |                        |                      |                      |                      |             |                      |                      |
|  |                                            |                        |                        | «Рух» Винники          |                        |                      |                      |                      |             |                      |                      |
|  |                                            | «Рух» Винники          | «Рух» Винники          | 2:0                    | 2:0                    |                      |                      |                      |             |                      |                      |
|  |                                            |                        |                        |                        |                        |                      |                      | «Шахтар» Червоноград |             |                      |                      |
|  | СКК «Пісочна»                              |                        |                        |                        |                        |                      |                      |                      |             |                      |                      |
|  | ФК «Вишня»                                 | СКК «Пісочна»          | СКК «Пісочна»          |                        |                        |                      |                      | 3:2, 5:0             | 3:2, 5:0    |                      |                      |
|  | Судова Вишня                               | +:-                    | +:-                    |                        |                        |                      |                      |                      |             |                      |                      |
|  |                                            |                        |                        | СКК «Пісочна»          |                        |                      |                      |                      |             |                      |                      |
|  |                                            | ФК «Самбір»            | ФК «Самбір»            | 2:1                    | 2:1                    |                      |                      |                      |             |                      |                      |
|  |                                            |                        |                        |                        |                        |                      |                      |                      |             |                      |                      |
|  | «Енергетик» Добротвір                      |                        | «Зоря»                 |                        |                        | СКК «Пісочна»        | СКК «Пісочна»        |                      |             |                      |                      |
|  |                                            | Городиславичі          | Городиславичі          |                        |                        | 4:0                  | 4:0                  |                      |             |                      |                      |
|  | «Зоря» Городиславичі                       | 3:0                    | 3:0                    |                        | «Зоря»                 |                      |                      |                      |             |                      |                      |
|  |                                            |                        |                        | Городиславичі          |                        |                      |                      |                      |             |                      |                      |
|  |                                            | «Опір» Львів           | «Опір» Львів           | 3:0                    | 3:0                    |                      |                      |                      |             |                      |                      |
|  |                                            |                        |                        |                        |                        |                      |                      |                      |             |                      |                      |
|  | «Бори» Бориничі                            |                        |                        |                        |                        |                      |                      |                      |             |                      |                      |
|  |                                            | «Бори» Бориничі        | «Бори» Бориничі        |                        |                        |                      |                      |                      |             | «Шахтар» Червоноград | «Шахтар» Червоноград |
|  | «Галичина» Бібрка                          | 2:0                    | 2:0                    |                        |                        |                      |                      |                      |             | 2:0                  | 2:0                  |
|  |                                            |                        |                        | СКК «Демня»            |                        |                      |                      |                      |             |                      |                      |
|  |                                            | СКК «Демня»            | СКК «Демня»            | 2:0                    | 2:0                    |                      |                      |                      |             |                      |                      |
|  | «Кар`єр-Прикарпаття» Ст.Самбір/Торчиновичі |                        |                        |                        |                        |                      |                      |                      |             |                      |                      |
|  |                                            |                        |                        |                        | СКК «Демня»            |                      |                      |                      |             |                      |                      |
|  |                                            | «Кар`єр-Прикарпаття»   | «Кар`єр-Прикарпаття»   |                        |                        | 3:2                  | 3:2                  |                      |             |                      |                      |
|  | ФК «Лапаївка»                              | 2:1                    | 2:1                    |                        |                        |                      |                      |                      |             |                      |                      |
|  |                                            |                        |                        | «Кар`єр-Прикарпаття»   |                        |                      |                      |                      |             |                      |                      |
|  |                                            | ФК «Миколаїв»          | ФК «Миколаїв»          | 1:0                    | 1:0                    |                      |                      |                      |             |                      |                      |
|  |                                            |                        |                        |                        |                        |                      |                      |                      |             |                      |                      |
|  | «Острів» Чорний Острів                     |                        |                        |                        |                        |                      |                      | СКК «Демня»          | СКК «Демня» |                      |                      |
|  |                                            | «Острів» Чорний Острів | «Острів» Чорний Острів |                        |                        |                      |                      | 1:0, 4:1             | 1:0, 4:1    |                      |                      |
|  | ФК «Звенигород»                            | 3:1                    | 3:1                    |                        |                        |                      |                      |                      |             |                      |                      |
|  |                                            |                        |                        | ФК «Куликів»           |                        |                      |                      |                      |             |                      |                      |
|  |                                            | ФК «Куликів»           | ФК «Куликів»           | 3:0                    | 3:0                    |                      |                      |                      |             |                      |                      |
|  |                                            |                        |                        |                        |                        |                      |                      |                      |             |                      |                      |
|  | «Гірник» Новояворівськ                     | «Гірник» Новояворівськ | «Гірник» Новояворівськ |                        |                        | ФК «Куликів»         | ФК «Куликів»         |                      |             |                      |                      |
|  | «Сокіл» Великі Глібовичі                   | «Гірник» Новояворівськ | «Гірник» Новояворівськ |                        |                        | 3:1                  | 3:1                  |                      |             |                      |                      |
|  | «Сокіл» Великі Глібовичі                   | 1:0                    | 1:0                    | «Гірник» Новояворівськ | «Гірник» Новояворівськ |                      |                      |                      |             |                      |                      |
|  |                                            |                        |                        | «Гірник» Новояворівськ | «Гірник» Новояворівськ |                      |                      |                      |             |                      |                      |
|  |                                            | «Гірник» Соснівка      | «Гірник» Соснівка      | 1:1 пен. 5:4           | 1:1 пен. 5:4           |                      |                      |                      |             |                      |                      |
|  |                                            |                        |                        |                        |                        |                      |                      |                      |             |                      |                      |

### Фінал
Арбітри: Ю. Грисьо, Р. Пузанський, Ю. Карп’як (усі – Львів).
Спостерігач ФФЛ: С. Понайда (Львів).
Голи: Брунець (48), Ю. Михальчук (54).
«Шахтар»: Щур, Васюта, Сидорко, Брунець, Свінціцький, Паськів (Поріцький, 87), Вергун, А. Ільчишин (В. Данилюк, 58), Покладок (Іванець, 89), Райша, Ю. Михальчук (Войтович, 83). Президент клубу: Р.Гусар. Головний тренер: П. Котовенко.
СКК «Демня»: Кирик, Панченко, Гусак, І. Кухарський (Северенчук, 83), Грешта, Дорошенко, Самолюк (Писько, 62), Шафранський, Демків (І. Витак, 58), Борик, А. Кухарський. Президент клубу: В.Мудрий. Головний тренер: Ю. Дубровний.
Попередження: Васюта (90+1) – Шафранський (62), І. Витак (80).

## Кубок юніорів
2013 року Федерація футболу Львівської області ініціювала та вперше провела розіграш Кубка області серед юнацьких команд. Боротьбу за почесний трофей розпочали вісім команд – представники прем’єр-ліги та першої ліги. Турнір тривав в період із 4 серпня до 15 вересня 2013 року. Вирішальна гра, яка відбулася на львівському стадіоні Академії сухопутних військ, стала окрасою турніру, тримаючи у напруженні присутніх на трибунах прихильників обох команд не тільки до фінального свистка, —— так-як суперники не змогли у відведенні два тайми визначити сильнішого, тож їм довелось пробивати післяматчеві пенальті. Тут юні представники соснівського футболу зуміли забезпечити собі перевагу і здобули головний приз. Цікаво, що у всіх трьох зіграних у розіграші кубка матчах «Гірник» перемагав саме після виконання післяматчевих пенальті. 
|  | Чвертьфінали                                   |                      | Півфінали    |                   | Фінал        |                   | ПЕРЕМОЖЕЦЬ   |
|  |                                                |                      |              |                   |              |                   |              |
|  | ФК «Стебник»                                   |                      |              |                   |              |                   |              |
|  |                                                | ФК «Миколаїв»        |              |                   |              |                   |              |
|  | ФК «Миколаїв»                                  | 2:0                  | 2:0          |                   |              |                   |              |
|  |                                                |                      |              | ФК «Миколаїв»     |              |                   |              |
|  | ФК «Лапаївка»                                  |                      |              | 2:0               | 2:0          |                   |              |
|  |                                                | ФК «Лапаївка»        |              |                   |              |                   |              |
|  | ФК «Куликів»                                   | 3:0                  | 3:0          |                   |              |                   |              |
|  |                                                |                      |              |                   |              | «Гірник» Соснівка |              |
|  | «Гірник» Новояворівськ                         |                      |              |                   |              | 2:2 пен. 4:3      | 2:2 пен. 4:3 |
|  |                                                | «Гірник» Соснівка    |              |                   |              |                   |              |
|  | «Гірник» Соснівка                              | 1:1 пен. 4:3         | 1:1 пен. 4:3 |                   |              |                   |              |
|  |                                                |                      |              | «Гірник» Соснівка |              |                   |              |
|  | «Кар’єр-Прикарпаття» Старий Самбір/Торчиновичі |                      |              | 1:1 пен. 4:3      | 1:1 пен. 4:3 |                   |              |
|  |                                                | «Кар`єр-Прикарпаття» |              |                   |              |                   |              |
|  | «Рух» Винники                                  | 0:0 пен. 9:8         | 0:0 пен. 9:8 |                   |              |                   |              |

Арбітр: Юрій Суряк(Львів). Асистенти арбітра: Анастасія Янтуріна(Львів), Андрій Смольський (Новий Яричів). 
Спостерігач ФФЛ: Степан Понайда (Львів).
Голи: Пасемків (31), Заваляк (59) – Галянт (13), Найдишак (35).
Пенальті реалізували: Вінтонів, Павлічко, Куявскі – Найдишак, Галянт, Каретін, Овчар. Пенальті не реалізували: Яблонський, Бриковський.
 «Миколаїв» : Довган, Сколоздра, Яблонський, Заваляк, Регусевич, Пасемків (Куявскі, 63), Ухань (Павлічко, 41), Маланяк, Балян (Хомин, 46), Вінтонів, Тершак (Бриковський, 61).
 «Гірник»:  Толстой, Мацеплюк, Батенчук, Шипот, Гонькман (Кудима, 78), Оліщук, Найдишак, Порада, Галянт, Каретін, Овчар.
Попередження: Яблонський (55), Пасемків (60) – Гонькман (68), Батенчук (80).